# Thinophilus prasinus
Thinophilus prasinus är en tvåvingeart som beskrevs av Johnson 1921. Thinophilus prasinus ingår i släktet Thinophilus och familjen styltflugor. Inga underarter finns listade i Catalogue of Life.